# Xã Portage, Quận Potter, Pennsylvania
Xã Portage (tiếng Anh: Portage Township) là một xã thuộc quận Potter, tiểu bang Pennsylvania, Hoa Kỳ. Năm 2010, dân số của xã này là 228 người.